# هاينكل هي 45
هاينكل هي 45 (بالإنجليزية: Heinkel He 45)‏ هي قاذفة قنابل من صناعة هاينكل. كان أول طيران لها في 1931. صنع منها 512 طائرة.